# دهستان چهوبو
دهستان چهوبو (به لاتین: Chhubu Gewog) یک دهستان در کشور بوتان است که در ناحیهٔ پوناخا واقع شده‌است.